# Dick King-Smith
Dick King-Smith, né Ronald Gordon King-Smith, à Bitton, Gloucestershire, le 27 mars 1922, et mort le 4 janvier 2011, est un écrivain britannique prolifique, auteur notamment de romans pour la jeunesse. Son œuvre la plus connue est Babe, le cochon devenu berger, qui a été adapté au cinéma. Il a été tour à tour soldat, fermier et instituteur, avant de devenir écrivain.

## Œuvres
Voici une liste non exhaustive de ses romans. La date indiquée entre parenthèses est celle de la publication en langue anglaise.
- Ace, the very important pig (1990)
- Les long-museaux (1978)
- Magnus Super-Souris (1982)
- Le Nez de la Reine (1983)
- Babe (1983)
- Longue vie aux dodos (1988)
- Les Souris de Sansonnet (1991)
- Harry est fou (1984)
- Cul-Blanc (1994)
- Une vie de château (1994)
- Sauterelle (1995)
- Une marmite pleine d'or (1996)
- Wolfang Amadeus Maus (1997)
- Toby, le petit bandit de grands chemins (1999)
- Le petit cochon qui sifflait (2001)
- As de trèfle (2002)
- Les neuf vies d'Aristote (2003)
- Mon petit frère est un génie (2005)

## Liens
- Dick King-Smith at Random House Children's Books

- Site officiel
- Ressources relatives à la littérature :   - Internet Speculative Fiction Database
  - NooSFere
- Ressources relatives à la musique :   - Discogs
  - MusicBrainz
- Ressource relative aux beaux-arts :   - National Portrait Gallery
- Ressource relative à l'audiovisuel :   - IMDb
- Notice dans un dictionnaire ou une encyclopédie généraliste :   - Oxford Dictionary of National Biography
- Notices d'autorité :   - VIAF
  - ISNI
  - BnF (données)
  - IdRef
  - LCCN
  - GND
  - Italie
  - Japon
  - CiNii
  - Espagne
  - Belgique
  - Pays-Bas
  - Pologne
  - Israël
  - NUKAT
  - Suède
  - Norvège
  - Croatie
  - WorldCat